# Grímólfur
Grímólfur también Grimolf på Agder (n. 855) fue un explorador y caudillo vikingo de Ogdum, reino de Rogaland en Noruega y uno de los primeros colonos en Norður-Ísafjarðarsýsla en Islandia. Según Landnámabók, Grímólfur era hijo de Þorbjörn loki Eysteinsson (c. 795) y descendiente de los reyes de Rogaland; estaba casado con Kormlóður Kjarvelsdottir, una hija del rey de Osraige, Kjarvalr Írakonungr. Fruto de esa relación nacería Þorgrímur Grímólfsson, considerado el primer goði del clan familiar de los Ölfusingar.